# 千客万来!ほのぼのマンデー
『千客万来!ほのぼのマンデー』（せんきゃくばんらい ほのぼのマンデー）は、2005年4月18日から2006年3月20日まで石川テレビで毎週月曜 19:00 - 19:54 （以降、時間表記はすべてJST）に放送されたローカル情報バラエティ番組。
同タイトルでの放送終了後、番組は放送枠を日曜 12:00 - 12:54に変更し、『千客万来!ほのぼのサンデー』と題してリニューアルした。なお、それまで日曜12:00枠で放送されていた『ネプリーグ』は『ほのぼのマンデー』終了後の月曜19:00枠へ移動し、フジテレビとの同時ネットになった。

## 概要
架空の喫茶店「マンデー」を舞台に、マスターの原秀二（当時石川テレビアナウンサー）、店員の髙田真希、常連客のハリガネロックらが丁々発止を繰り広げていた。

## コーナー
- 石川のナゾ
- ハリガネロックのいしかわウォーカー
- 見せて！あなたの宝物
- ふるさとは遠きにあり思ふもの
- 陣ちゃんの白山ろく日記
- ほか